# An Sang-mi
An Sang-mi (kor. 안상미; ur. 12 listopada 1979) – południowokoreańska łyżwiarka szybka specjalizująca się w short tracku, mistrzyni olimpijska, multimedalistka mistrzostw świata.
W 1998 roku uczestniczyła w igrzyskach olimpijskich w Nagano. Wystartowała w jednej konkurencji – biegu sztafetowym, w którym zdobyła złoty medal olimpijski (wraz z nią w sztafecie pobiegły Chun Lee-kyung, Won Hye-kyung i Kim Yun-mi). W konkurencji tej Koreanki dwukrotnie poprawiły rekord olimpijski, a w finale ustanowiły rekord świata wynikiem 4:16,260.
W latach 1997–2000 zdobyła cztery srebrne medale mistrzostw świata, w latach 1993–2000 siedem medali drużynowych mistrzostw świata (trzy złote, trzy srebrne i jeden brązowy), w latach 1996–1999 dwa medale zimowych igrzysk azjatyckich (złoty i srebrny), w 2001 roku dwa medale zimowej uniwersjady (złoty i brązowy), a w 1997 roku złoty medal mistrzostw świata juniorów. Siedmiokrotnie zdobyła miejsca na podium zawodów Pucharu Świata w sezonach 1998/1999 i 1999/2000 – raz zwyciężyła, trzy razy była druga i trzy razy trzecia.